# Raul Opruț
Raul Marian Opruț (n. 4 ianuarie 1998, Caransebeș, Caraș-Severin, România) este un fotbalist român, care joacă pe post de fundaș la Dinamo în SuperLiga României, împrumutat de la KV Kortrijk. Pe plan internațional, are prezențe la națională pentru România Sub-19 și România.